# Ceres, Libers och Liberas helgedom
Ceres, Libers och Liberas helgedom var ett tempel på Aventinen i Rom tillägnat gudinnan Ceres, guden Liber och gudinnan Libera. Det grundades år 496 f.Kr. på order av Aulus Postumius efter en konsultation i de sibyllinska böckerna. Templet brann ned 31 f.Kr., men reparerades och återinvigdes år 17. Det var fortfarande i bruk under 300-talet. Templet torde ha stängts senast under förföljelserna mot hedningarna på 300-talet.